# Sereguij
Sereguij (en rus: Серегиж) és un poble de l'óblast de Nóvgorod, a Rússia, segons el cens del 2011 tenia 16 habitants.